# William Petre (2e baron Petre)
William Petre, 2e baron Petre (24 juin 1575 - 5 mai 1637) est un pair anglais et membre du Parlement.

## Biographie
Il est le fils de John Petre (1er baron Petre) et fait ses études à l'Exeter College, à Oxford et au Middle Temple. William et sa famille sont des récusants – des personnes qui adhèrent à la foi catholique romaine après la Réforme anglaise.
Il est élu député d'Essex en 1597, fait chevalier en 1603 et hérite de la baronnie et du domaine d'Ingatestone à la mort de son père en 1613. En 1623, il est nommé juge de paix d'Essex mais, en raison de sa récusation intransigeante, il est démis de ses fonctions en 1625 dans la magistrature et privé de toutes ses autres charges publiques.
De par sa position sur Harwich Road et sa proximité avec Londres, Ingatestone Hall est un lieu de rencontre constant et un refuge pour ceux qui sont mécontents de la religion protestante ou du souverain régnant. 

## Vie privée
Il ne semble pas que le 2e baron ait des ennuis sérieux au sujet des papistes qui fréquentent Ingatestone, en partie grâce au soutien du roi Charles Ier. Peut-être, à cette époque, le domaine est utilisé comme maison de douaire, ou une résidence pour son fils, le 3e baron.
Il meurt en mai 1637, et est enterré dans le caveau. Le tombeau, qu'il fait ériger dans la chapelle nord en mémoire de ses parents, porte également sa propre effigie et celle de sa femme et de ses enfants, mais la plaque sur sa tête attend toujours une inscription.
Petre épouse Katherine Somerset (1575-1624), deuxième fille d'Edward Somerset (4e comte de Worcester) lors d'une double cérémonie avec sa sœur Elizabeth qui épouse Henry Guilford. Edmund Spenser célèbre l'événement dans son poème, Prothalamion. Ils ont sept fils et trois filles survivants. Katherine Petre danse dans le masque de cour du festival de Téthys le 5 juin 1610 dans le personnage de la « Nymphe d'Olwy », un affluent de la rivière Usk .
Sa fille Elizabeth Petre (1597–1656) épouse William Sheldon de Beoley, Worcestershire.